# Słownik historyczno-geograficzny województwa krakowskiego w średniowieczu
Słownik historyczno-geograficzny województwa krakowskiego w średniowieczu – encyklopedyczny słownik poświęcony geografii historycznej terytorium obecnego oraz historycznego województwa krakowskiego publikowany w latach 1980–2016.

## Historia
„Słownik historyczno-geograficzny województwa krakowskiego w średniowieczu” ukazuje się w ramach serii wydawniczej ogólnopolskiego projektu „Słownik historyczno-geograficzny ziem polskich w średniowieczu”. Decyzję o opracowaniu i publikacji tego wydawnictwa podjął Instytut Historii PAN powołując do życia w 1958 Pracownię Słownika Historyczno-Geograficznego, której zadaniem miało być opracowanie serii słowników regionalnych poświęconych geografii historycznej Polski średniowiecznej.
W 1958 kierownikiem Pracowni był prof. dr Karol Buczek, a od 1975 kierował nią prof. dr Jerzy Wiśniewski.
Nad wydawnictwem pracował zespół redakcyjny złożony z kilkunastu osób. Byli to: Jerzy Wiśniewski, Zofia Leszczyńska-Skrętowa, Waldemar Bukowski, Janusz Kurtyka, Franciszek Sikora, Jacek Laberschek, Andrzej Marzec, F. Sikora, Maciej Wilamowski, Maciej Zdanek, Marian Wolski, Maciej Mikuła, Karol Nabiałek. Oprócz historyków pracę konsultowali również archeolodzy Michał Wojenka, Stanisław Kołodziejski.
Początkowo w okresie PRL pierwsze tomy serii wydawane były przez Ossolineum we Wrocławiu. W latach 1993–2000 publikacja wydawana była przez Wydawnictwo i Drukarnię „Secesja”, w latach 2003–2011 przez Towarzystwo Naukowe Societas Vistulana w Krakowie. Od 2009 przy wsparciu finansowym Fundacji Nauki Polskiej .

## Opis
Zakres chronologiczny publikacji wyznaczają najwcześniejsze wzmianki o poszczególnych miejscowościach zanotowane w źródłach historycznych do roku 1530. Materiał zawiera wyciągi z ksiąg sądowych grodzkich i ziemskich, znajdujących się w Archiwum Państwowym w Krakowie, oraz z archiwaliów kościelnych .

## Wydania
Publikacja nie jest ukończona i w dalszym ciągu wychodzą nowe zeszyty. Dotychczas wydano pięć części, z których każda składa się z 4 zeszytów:
- Cz. I,
  - zesz. 1, (A – Borek), opr. Zofia Leszczyńska-Skrętowa, Franciszek Sikora, Ossolineum, Wrocław 1980, ISBN 83-04-00129-2,
  - zesz. 2, (Borek – Ciecien), opr. Z. Leszczyńska-Skrętowa, F. Sikora, Jerzy Wiśniewski, przy współpracy Jacka Laberscheka, Ossolineum, Wrocław 1985;
  - zesz. 3, (Ciecierzyn – Dubie), opr. J. Laberschek, Z. Leszczyńska-Skrętowa, F. Sikora, Ossolineum, Wrocław 1985;
  - zesz. 4, opr. J. Laberschek, Z. Leszczyńska-Skrętowa, F. Sikora, J. Wiśniewski, Ossolineum, Wrocław 1986
- Cz. II,
  - zesz. 1, (Górka – Isepek), opr. J. Laberschek, Z. Leszczyńska-Skrętowa, F. Sikora [na stronie tytułowej zeszytu podano omyłkowo inne nazwiska], Ossolineum, Wrocław 1989;
  - zesz. 2, (Iwanowice – Kaczorowy), opr. Janusz Kurtyka, J. Laberschek, Z. Leszczyńska-Skrętowa, F. Sikora, pod red. Antoniego Gąsiorowskiego, Ossolineum, Wrocław 1989;
  - zesz. 3, (Kaczorowy – Klonów), opr. J. Kurtyka, J. Laberschek, Z. Leszczyńska-Skrętowa, F. Sikora, pod red. A. Gąsiorowskiego, Ossolineum, Wrocław 1991;
  - zesz. 4, (Klonów – Korzystki), opr. J. Kurtyka, J. Laberschek, Z. Leszczyńska-Skrętowa, F. Sikora, pod red. F. Sikory, Secesja, Kraków 1993
- Cz. III,
  - zesz. 1, (Koskowice – Krzepice), opr. Waldemar Bukowski, J. Kurtyka, J. Laberschek, Z. Leszczyńska-Skrętowa, F. Sikora, pod red. F. Sikory, Wydawnictwo i Drukarnia Secesja, Kraków 1994, ISBN 83-86077-76-X;
  - zesz. 2, opr. W. Bukowski, J. Kurtyka, J. Laberschek, Z. Leszczyńska-Skrętowa, F. Sikora, pod red. F. Sikory, Secesja, Kraków 1997;
  - zesz. 3, (Lasocice – Łaganów), opr. W. Bukowski, J. Kurtyka, J. Laberschek, Z. Leszczyńska-Skrętowa, F. Sikora, Marian Wolski, pod red. F. Sikory, Secesja, Kraków 2000;
  - zesz. 4, (Łaganów – Łyszkowice), (306 + 4 stron, format A4), opr. W. Bukowski, J. Laberschek, Z. Leszczyńska-Skrętowa, Andrzej Marzec, F. Sikora, Maciej Wilamowski, M. Wolski, współpraca archeologiczna Stanisław Kołodziejski, pod red. F. Sikory, Societas Vistulana, Kraków 2003, ISBN 83-88385-33-X,
- Cz. IV,
  - zesz. 1, (Machnówka – Mazurowska Góra), (208 + 4 stron, format A4), opr. W. Bukowski, J. Laberschek, Z. Leszczyńska-Skrętowa, A. Marzec, M. Wilamowski, M. Wolski, Maciej Zdanek, współpraca archeologiczna S. Kołodziejski, pod red. W. Bukowskiego, Societas Vistulana, Kraków 2006, ISBN 83-88385-81-X;
  - zesz. 2,  (Medzdzenicze – Miescki Staw), (232 strony, format A4), opr. W. Bukowski, J. Laberschek, A. Marzec, M. Wolski, M. Zdanek, współpraca archeologiczna S. Kołodziejski, pod red. W. Bukowskiego, Societas Vistulana, Kraków 2009, ISBN 978-83-61033-31-8;
  - zesz. 3,  (Mieszczyński Staw – Mogilany), (244 strony, format A4), opr. W. Bukowski, J. Laberschek, A. Marzec, Maciej Mikuła, Karol Nabiałek, M. Wolski, M. Zdanek, pod red. W. Bukowskiego, Societas Vistulana, Kraków 2011, ISBN 978-83-61033-50-9;
  - zesz. 4, (Mogilice – Mrzygłód Stary), (272 + 4 strony, format A4), opr. W. Bukowski, J. Laberschek, K. Nabiałek, F. Sikora, J. Szyszka, M. Wolski, współpraca archeologiczna Michał Wojenka, pod red. W. Bukowskiego, Societas Vistulana, Kraków 2014, ISBN 978-83-61033-78-3,
- Cz. V,
  - zesz. 1, (Mstów – Nagłowice), (272 strony, format A4), opr. W. Bukowski, J. Laberschek, K. Nabiałek, F. Sikora, J. Szyszka, M. Wolski, pod red. W. Bukowskiego, Societas Vistulana, Kraków 2016, ISBN 978-83-65548-09-2[2]